# 290년

## 연호
- 서진(西晉) 태희(太熙) 원년 / 영희(永熙) 원년

## 기년
- 서진(西晉) 무제(武帝) 26년 / 혜제(惠帝) 원년
- 신라(新羅) 유례 이사금(儒禮泥師今) 7년
- 고구려(高句麗) 서천왕(西川王) 21년
- 백제(百濟) 책계왕(責稽王) 5년

## 사망
- 서진(西晉)의 무황제 사마염